# Oana Pantelimonová
Oana Manuela Pantelimonová (* 27. září 1972, Tecuci, Galați) je bývalá rumunská atletka, jejíž specializací byl skok do výšky.
Největší úspěch své kariéry zaznamenala v roce 2000 na letních olympijských hrách v Sydney, kde získala společně se Švédkou Kajsou Bergqvistovou bronzovou medaili. O rok později se umístila na mistrovství světa v kanadském Edmontonu ve finále na devátém místě (190 cm). V roce 2002 skončila osmá na halovém ME ve Vídni a čtvrtá na mistrovství Evropy v Mnichově. Reprezentovala také na letních olympijských hrách 2004 v Athénách, kde ve finále obsadila výkonem 193 cm sedmé místo.

## Osobní rekordy
- hala – (195 cm – 15. března 2003, Birmingham)
- venku – (199 cm – 30. září 2000, Sydney)